# Vuelo 358 de Avensa
El vuelo 358 de Avensa fue un vuelo que cubría la ruta Maturín - Maiquetía de un avión Douglas DC-9-14 que cayó en un área plana, despoblada en 1974, pantanosa y de densa vegetación con árboles de 20 a 30 metros de altura llamada Plantación de San Luis, cerca de la ciudad de  Maturín, matando a 72 personas a bordo, 66 pasajeros y 6 tripulates. La causa del accidente fue la pérdida de comandos debido al desprendimiento de un elevador del avión DC-9  durante la fase de ascenso del avión. El elevador fue reparado y mal ajustado en mantenimiento cuatro días antes del accidente

## Aeronave
La aeronave del vuelo 358 era un Douglas DC-9-14, que para 1974 tenía solo 7 años en servicio para Avensa, que lo compró a Douglas Aircraft Corporation en 1967, comenzando así la era de los aviones a reacción en la aerolínea, que ya tenía en su flota los aviones DC-3 y Convair 580.

## Salida de Maturín
El vuelo 358 despegó por la pista 05 del Aeropuerto Internacional José Tadeo Monagas de Maturín, con 66 pasajeros a bordo y 6 tripulantes (los dos pilotos y 4 tripulantes de cabina).

## Impacto en el área de Plantación de San Luis
Al minuto y 25 segundos del despegue, un elevador del DC-9 se desprendió en la fase de ascenso y dejó al avión incontrolable, sin comando de cabeceo. El avión tuvo una inversión durante su caída e impactó el suelo en el área de Plantación de San Luis, cerca de la ciudad de Maturín, sin dejar sobrevivientes entre los 72 ocupantes a bordo.

## Investigación
Las autoridades venezolanas contaron con la colaboración de los investigadores de la Junta Nacional de Seguridad en el Transporte (NTSB) de Estados Unidos para la investigación de este accidente, por ser el avión siniestrado de fabricación estadounidense. La NTSB manejó como causa del accidente pérdida de los comandos del avión. Entre las hipótesis del motivo de la pérdida de comandos estuvieron: falla de una servo bomba que hace una operación electrohidráulica como sustituto de la función mecánica que acciona los comandos, falla de una válvula solenoide que controla y regula los servos mecanismos de los timones de profundidad, timón de dirección  y alerones; falla en el sistema hidráulico principal y en los dos sistemas hidráulicos alternativos que siguen en caso de dañarse el sistema hidráulico principal y desprendimiento de un timón de profundidad en el ascenso del avión. Un elevador del avión fue reparado y mal ajustado en mantenimiento cuatro días antes del accidente. La NTSB consideró como causa del accidente el desprendimiento del timón de profundidad mal ajustado durante el ascenso cuando el avión atravesaba una zona de turbulencia porque no encontraron un timón de profundidad en el sitio del impacto por lo que pidieron la ayuda de 60 hombres para ubicarlo fuera del área de impacto del avión. El elevador se localizó a kilómetros del sitio del accidente. NTSB determinó que las dos turbinas funcionaban a plena potencia al momento del impacto, no tuvieron ningún estallido, de manera que fallas de las dos turbinas del avión no fue causa del accidente. NTSB también determinó que no hubo problema de sobrepeso. El avión tenía un peso de 78 mil libras cuando despegó de Maturín y la máxima capacidad del avión era 85 mil libras. El avión despegó de Maturín con más de 10 puestos vacíos

## Filmografía
Este accidente fue reseñado en el micro Historia de accidentes aéreos en Venezuela, del canal Globovisión el 25 de febrero de 2008. Es de hacer notar que en el video se dice erróneamente que murieron 79 personas y que el avión se estrelló con el cerro El Zamuro. En realidad, murieron 72 personas y el avión impactó un área plana, pantanosa y despoblada en 1974 llamada Plantación de San Luis.